# Enneapterygius tutuilae
 Enneapterygius tutuilae és una espècie de peix de la família dels tripterígids i de l'ordre dels perciformes.

## Morfologia
- Els mascles poden assolir 4 cm de longitud total.[2][3]

## Alimentació
Menja zooplàncton.

## Hàbitat
És un peix marí de clima tropical i associat als esculls de corall que viu fins als 32 m de fondària.

## Distribució geogràfica
Es troba des del Mar Roig i l'Àfrica oriental fins a les Filipines, Taiwan, Papua Nova Guinea, Austràlia, Nova Caledònia, Vanuatu, Fiji, Salomó i la Samoa Nord-americana.